# Sjonhems socken
Sjonhems socken ingick i Gotlands norra härad, ingår sedan 1971 i Gotlands kommun och motsvarar från 2016 Sjonhems distrikt.
Socknens areal är 17,90 kvadratkilometer, allt land. År 2020 fanns här 194 invånare. Sockenkyrkan Sjonhems kyrka ligger i socknen. 

## Administrativ historik
Sjonhems socken har medeltida ursprung. Socknen tillhörde Halla ting som i sin tur ingick i Kräklinge setting i Medeltredingen.
Vid kommunreformen 1862 övergick socknens ansvar för de kyrkliga frågorna till Sjonhems församling och för de borgerliga frågorna bildades Sjonhems landskommun. Landskommunen inkorporerades 1952 i Romaklosters landskommun och ingår sedan 1971 i Gotlands kommun. Församlingen uppgick 2006 i Vänge församling.
1 januari 2016 inrättades distriktet Sjonhem, med samma omfattning som församlingen hade 1999/2000.  
Socknen har tillhört samma fögderier och domsagor som Gotlands norra härad. De indelta båtsmännen tillhörde Gotlands första båtsmanskompani.

## Geografi
Sjonhems socken ligger ungefär mitt på Gotland. Socknen är bördig, med barrskog i söder.

### Gårdsnamn
Bjärby, Gervide, Hellinge, Petsarve, Prästgården, Smiss, Sojvide, Lilla, Sojvide Stora, Suderbys, Vinkels, Åkre.

## Fornlämningar
Kända från socknen är gravrösen från bronsåldern samt ett stort gravfält vid Sojvide och två fornborgar från järnåldern. Flera bildstenar är kända, tre med runinskrifter.

## Namnet
Namnet (siaunaim med runor, Sianeym, 1300-telet) innehåller efterleden hem, 'boplats; gård'. Förleden kan innehålla sjaun, syn, vad man ser:Synförmåga' men då med oklar tolkning.

## Befolkningsutveckling
| Befolkningsutvecklingen i Sjonhems socken 1750–2020 | Befolkningsutvecklingen i Sjonhems socken 1750–2020 | Befolkningsutvecklingen i Sjonhems socken 1750–2020 | Befolkningsutvecklingen i Sjonhems socken 1750–2020 | Befolkningsutvecklingen i Sjonhems socken 1750–2020 |
| --- | --------------------------------------------------- | --------------------------------------------------- | --------------------------------------------------- | --------------------------------------------------- |
| |                                                     |                                                     |                                                     |                                                     |
| År |                                                     |                                                     | Folkmängd                                           |                                                     |
| 1750 | 1750                                                |                                                     | 124                                                 |                                                     |
| 1760 | 1760                                                |                                                     | 122                                                 |                                                     |
| 1769 | 1769                                                |                                                     | 154                                                 |                                                     |
| 1780 | 1780                                                |                                                     | 140                                                 |                                                     |
| 1790 | 1790                                                |                                                     | 161                                                 |                                                     |
| 1810 | 1810                                                |                                                     | 168                                                 |                                                     |
| 1820 | 1820                                                |                                                     | 186                                                 |                                                     |
| 1830 | 1830                                                |                                                     | 190                                                 |                                                     |
| 1840 | 1840                                                |                                                     | 202                                                 |                                                     |
| 1850 | 1850                                                |                                                     | 238                                                 |                                                     |
| 1860 | 1860                                                |                                                     | 300                                                 |                                                     |
| 1870 | 1870                                                |                                                     | 329                                                 |                                                     |
| 1880 | 1880                                                |                                                     | 327                                                 |                                                     |
| 1890 | 1890                                                |                                                     | 305                                                 |                                                     |
| 1900 | 1900                                                |                                                     | 354                                                 |                                                     |
| 1910 | 1910                                                |                                                     | 357                                                 |                                                     |
| 1920 | 1920                                                |                                                     | 347                                                 |                                                     |
| 1930 | 1930                                                |                                                     | 332                                                 |                                                     |
| 1940 | 1940                                                |                                                     | 292                                                 |                                                     |
| 1950 | 1950                                                |                                                     | 272                                                 |                                                     |
| 1960 | 1960                                                |                                                     | 237                                                 |                                                     |
| 1970 | 1970                                                |                                                     | 177                                                 |                                                     |
| 1980 | 1980                                                |                                                     | 209                                                 |                                                     |
| 1990 | 1990                                                |                                                     | 186                                                 |                                                     |
| 2000 | 2000                                                |                                                     | 194                                                 |                                                     |
| 2010 | 2010                                                |                                                     | 162                                                 |                                                     |
| 2020 | 2020                                                |                                                     | 194                                                 |                                                     |
| Anm: Källor: Umeå universitet - Tabellverket 1749-1859, Demografiska databasen, CEDAR, Umeå universitet, Befolkningsutvecklingen i Gotlands socknar 2000 - 2010, Folkmängden per distrikt, landskap, landsdel eller riket efter kön. År 2015 - 2022. |                                                     |                                                     |                                                     |                                                     |

### Fotnoter
1. 1 2  Svensk Uppslagsbok andra upplagan 1947–1955: Sjonhem socken
2. ↑  ”Folkmängden per distrikt, landskap, landsdel eller riket efter kön. År 2015 - 2022”. Statistikdatabasen. Statistiska centralbyrån. http://www.statistikdatabasen.scb.se/pxweb/sv/ssd/START__BE__BE0101__BE0101A/FolkmangdDistrikt/. Läst 23 april 2023.
3. ↑  Harlén, Hans; Harlén Eivy (2003). Sverige från A till Ö: geografisk-historisk uppslagsbok. Stockholm: Kommentus. Libris 9337075. ISBN 91-7345-139-8
4. ↑  ”Församlingar”. Statistiska centralbyrån. https://www.scb.se/hitta-statistik/regional-statistik-och-kartor/regionala-indelningar/forsamlingar/. Läst 30 december 2022.
5. ↑  Administrativ historik för Sjonhem socken (Klicka på församlingsposten). Källa: Nationella arkivdatabasen, Riksarkivet.
6. ↑  Om Gotlands båtsmanskompani
7. 1 2  Sjögren, Otto (1931). Sverige geografisk beskrivning del 2 Östergötlands, Jönköpings, Kronobergs, Kalmar och Gotlands län. Stockholm: Wahlström & Widstrand. Libris 9939
8. 1 2 3  Nationalencyklopedin
9. ↑  Fornlämningar, Statens historiska museum: Sjonhems socken
10. ↑  Fornminnesregistret, Riksantikvarieämbetet: Sjonhems socken Fornminnen i socknen erhålls på kartan genom att skriva in sockennamn (utan "socken") i "Ange geografiskt område"
11. ↑  Mats Wahlberg, red (2003). Svenskt ortnamnslexikon. Uppsala: Institutet för språk och folkminnen. Libris 8998039. ISBN 91-7229-020-X. https://isof.diva-portal.org/smash/get/diva2:1175717/FULLTEXT02.pdf